# Etnosound
Gli EtnoSound sono un gruppo musicale italiano, nato nel 2009 da un’idea di Leonardo Bonavita.

## Formazione
- Leonardo Bonavita - voce, chitarra acustica
- Domenico Macrì - lira calabrese, pipita, flauto, zampogna a moderna, zampogna a chiave, chitarra battente
- Andrea Carrano - sassofono, organetto
- Giuseppe Condello - basso
- Gianluca Cusato - percussioni

## Discografia

### Album in studio
- 2012 - Amuri appena natu
- 2013 - Cantu novu
- 2014 - Etnosound
- 2015 - Simu ccà
- 2016 - Calabrisi e mi 'ndi vantu
- 2017 - Paci amuri e poesia
- 2018 - Best of Etnosound
- 2019 - I love Calabria

### Raccolte
- 2017 - Best of